# Танаско
Танаско је мушко словенско име, изведено од имена Атанасије.

## Популарност
Године 2001. је у јужној Аустралији ово име било на 564. месту по популарности.